# Кэмпбелл-Лайонс, Патрик
Патрик Кэмпбелл-Лайонс (англ. Patrick Campbell-Lyons; род. 13 июля 1943, Лисмор) — вокалист и клавишник группы Nirvana.
Родился в Ирландии, музыкальную карьеру начал в Лондоне. Он пел в группе Second Thoughts, в которой играли будущие участники Jade Warrior и Thunderclap Newman. В 1967 году основал дуэт Nirvana и был единственным его бессменным участником (Алекс Спиропулос покинул товарища в 1971 году, после чего Кэмпбелл-Лайонс выпустил от имени группы ещё два альбома).
После распада группы певец занимался продюсированием, изредка выпуская коммерчески малоуспешные сольные альбомы. В 1985 году было объявлено о воссоединении «Нирваны».
В 2008 году вышла книга Кэмпбелла-Лайонса Psychedelic Days.

## Дискография
В составе Nirvana:
- 1967 — The Story of Simon Simopath;
- 1968 — All of Us;
- 1970 — Dedicated to Markos III;
- 1971 — Local Anaesthetic;
- 1972 — Songs of Love and Praise;
- 1987 — Black Flower;
- 1995 — Secret Theatre;
- 1996 — Orange and Blue;
- 1999 — Chemistry.

Сольные альбомы:
- 1973 — Me & My Friend;
- 1981 — Electric Plough;
- 1982 — The Hero I Might Have Been;
- 2010 — 13 Dali's.